# Bartosz
Bartosz – staropolska skrócona forma imienia Bartłomiej (jedna z wielu wówczas istniejących, inne to np. Bartek, Bartko, Bartusz czy Bartysz). W Polsce używane w średniowieczu (pierwszy zapis w 1216 r.). Imię popularne w tej formie stało się ponownie w ostatnich dziesięcioleciach XX w.
Wedle danych PESEL ze stycznia 2024 roku imię to nosiło w Polsce 204 121 mężczyzn. Według stanu na 22 stycznia 2025 imię to nosi 204 697 mężczyzn, a więc jest na 29. miejscu pod względem popularności.
Według Słownika etymologicznego języka polskiego Aleksandra Brücknera, imię to miało wywodzić się od słowa „bartnik”. Nowsze badania doprowadziły jednak do odrzucenia tej hipotezy. Bartosz imieniny obchodzi: 21 kwietnia, 24 sierpnia, 3 września, 5 grudnia i 12 grudnia.

## Osoby o imieniu Bartosz
- Bartosz Arłukowicz – polityk, poseł na Sejm RP
- Bartosz Bosacki – piłkarz, obrońca reprezentacji Polski
- Bartosz Gawryszewski – sportowiec, siatkarz
- Bartosz Głowacki – kosynier spod Racławic
- Bartosz Heller – dziennikarz
- Bartosz Janeczek – sportowiec, siatkarz
- Bartosz Jurecki – piłkarz ręczny
- Bartosz Kapustka – piłkarz
- Bartosz Karwan – piłkarz
- Bartosz Kędzierski – polski reżyser i scenarzysta
- Bartosz Kizierowski – pływak
- Bartosz Kownacki – polityk, prawnik, były wiceminister obrony
- Bartosz Kruhlik – reżyser i scenarzysta filmowy
- Bartosz Kurek – sportowiec, siatkarz
- Bartosz Kwiecień – piłkarz
- Bartosz Michałowski – dyrygent
- Bartosz Obuchowicz – aktor
- Bartosz Opania – aktor
- Bartosz Paprocki – heraldyk, pisarz, historyk
- Bartosz Piasecki – norweski szermierz
- Bartosz Soćko – szachista
- Bartosz Staszewski – reżyser, działacz społeczny i aktywista LGBT
- Bartosz Ślusarski – piłkarz
- Bartosz Walaszek – filmowiec, muzyk
- Bartosz Wierzbięta – polski tłumacz, dialogista, reżyser dubbingu, muzyk
- Bartosz Zmarzlik – żużlowiec
- Bartosz Żukowski – aktor
- Bartosz Żurawiecki – dziennikarz